# 10979 Fristephenson
10979 Fristephenson este o planetă minoră (asteroid), cu un diametru de 5,327 km, din centura de asteroizi. A fost descoperită pe 29 septembrie 1973 la  de Cornelis Johannes van Houten și a fost numită după F. Richard Stephenson⁠(d). 
Obiectul prezintă o orbită caracterizată de o semiaxă mare de 2,4576077 UAi, o excentricitate de 0,082, o înclinație de 5,555 ° în raport cu ecliptica.